# Parlamentní volby v Maďarsku 1994

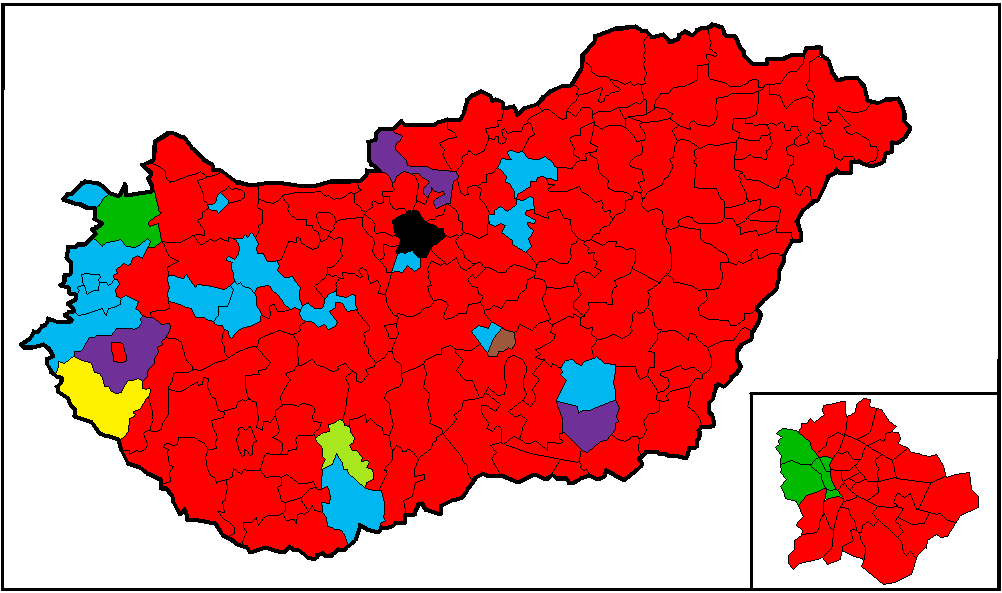
Výsledky voleb 1994:
MSZP
SZDSZ
MDF
FKGP
KDNP
ASZ
VP

Parlamentní volby v Maďarsku 1994 byly druhé svobodné volby Maďarské republiky od pádu komunismu v roce 1989. První kolo voleb se konalo 8. května, druhé 29. května.

## Historie

### Volební účast
|        | 1. kolo   | 2. kolo    |
| ------ | --------- | ---------- |
| Datum: | 8. květen | 29. květen |
| Účast: | 68,92%    | 55,12%     |

## Volební výsledky
V těchto volbách překvapivě drtivě zvítězila levicová MSZP, která se ziskem 209 mandátů držela v parlamentu nadpoloviční většinu. Jelikož Ústava MR výslovně zakazuje vládu jedné strany, uzavřela vítězná MSZP koalici s druhou nejsilnější stranou SZDSZ, která měla 69 křesel. Zde došlo k paradoxní situaci, neboť strana SZDSZ byla založena v roce 1988, jako opoziční strana vůči komunistické MSZMP, která se v září 1989 přetransformovala na současnou MSZP, stranu reformních komunistů. MSZP je tedy přímý potomek Kádárovy MSZMP. A právě od této chvíle začalo liberální SZDSZ ztrácet své příznivce. 
Předsedou nově vzniklé vlády se stal Gyula Horn, šéf vítězné MSZP.

### Tabulka
| Strana                                | Počet hlasů v číslech (I. kolo) | Počet hlasů v procentech (I. kolo) | Počet hlasů v číslech (II. kolo) | Počet hlasů v procentech (II. kolo) | Počet mandátů v číslech | Počet mandátů v procentech | Úloha v parlamentu |
| ------------------------------------- | ------------------------------- | ---------------------------------- | -------------------------------- | ----------------------------------- | ----------------------- | -------------------------- | ------------------ |
| Magyar Szocialista Párt (MSZP)        | 1 689 081                       | 31,27%                             | 1 935 719                        | 45,16%                              | 209                     | 54,15%                     | Vláda              |
| Szabad Demokraták Szövetsége (SZDSZ)  | 1 005 766                       | 18,62%                             | 1 222 251                        | 28,51%                              | 69                      | 17,62%                     | Vláda              |
| Magyar Demokrata Fórum (MDF)          | 649 966                         | 12,03%                             | 639 866                          | 14,93%                              | 38                      | 9,84%                      | Opozice            |
| Független Kisgazdapárt (FKGP)         | 425 482                         | 7,88%                              | 253 283                          | 5,91%                               | 26                      | 6,74%                      | Opozice            |
| Kereszténydemokrata Néppárt (KDNP)    | 397 887                         | 7,37%                              | 126 616                          | 2,95%                               | 22                      | 5,70%                      | Opozice            |
| Fiatal Demokraták Szövetsége (Fidesz) | 416 143                         | 7,70%                              | 29 391                           | 0,69%                               | 20                      | 5,18%                      | Opozice            |
| Munkáspárt (MP)                       | 177 458                         | 3,29%                              | 6 268                            | 0,15%                               | —                       | —                          | Mimo parlament     |
| Agrárszövetség (ASZ)                  | 132 181                         | 2,45%                              | 14 544                           | 0,34%                               | 1                       | 0,26%                      | Vláda1             |
| Fidesz-VP-LPSZ-ASZ-SZDSZ              | 6 440                           | 0,12%                              | 7 666                            | 0,18%                               | 1                       | 0,26%                      | Nezávislí          |
| Nezávislí kandidáti (F)               | 122 190                         | 2,26%                              | 20 134                           | 0,47%                               | —                       | —                          | Mimo parlament     |
| Ostatní strany                        | 441 318                         | 8,17%                              | 27 030                           | 0,71                                | —                       | —                          | Mimo parlament     |
| Celkem                                | 5 401 687                       | 100%                               | 4 286 597                        | 100%                                | 386                     | 100%                       | —                  |

1: Strana byla oficiálně nezávislá, ale připojila s k volebním ujednání s MSZP.